# Chuquis
Chuquis är en ort i Argentina.   Den ligger i provinsen La Rioja, i den norra delen av landet, 1 000 km nordväst om huvudstaden Buenos Aires. Chuquis ligger 1 376 meter över havet och antalet invånare är 236.
Terrängen runt Chuquis är varierad. Runt Chuquis är det mycket glesbefolkat, med 3 invånare per kvadratkilometer.. Närmaste större samhälle är Anillaco, 9,7 km norr om Chuquis. 
Omgivningarna runt Chuquis är i huvudsak ett öppet busklandskap.